# Cretotettigarcta shcherbakovi
Cretotettigarcta shcherbakovi (лат.) — ископаемый вид цикадовых насекомых рода †Cretotettigarcta из семейства Tettigarctidae (Cicadoidea, Cicadomorpha, Hemiptera). Меловой период: Бирманский янтарь (около 100 млн лет). Юго-Восточная Азия: Мьянма. Специфический эпитет дан в честь профессора Дмитрия Евгеньевича Щербакова (Shcherbakov D. E.) из Палеонтологического института РАН за его вклад в изучение ископаемых Tettigarctidae.

## Описание
Цикадовые насекомые, длина тела ~13,6 мм, ширина ~5,9 мм; длина переднего крыла ~11,1 мм, ширина ~3,9 мм. Расстояние между сложными глазами приближается к 1/2 диаметра сложных глаз. Боковой угол пронотума тупой, вогнутость в середине заднего края пронотума не выражена. Поперечная борозда m-cu соединена между CuA1 и точкой развилки MP. Верхнемедиальная сторона передней голени с относительно тупым шипом.